# 李耀漢
李 耀漢（り ようかん）は、中華民国の軍人。護法戦争において、孫文（孫中山）らの南方政府に属した。字は子雲。

## 事跡
緑林の徒であったが、清末に官軍に投降し、新興県の巡防営管帯などを歴任した。辛亥革命の際には、革命派に呼応している。1914年（民国3年）3月、広東肇陽羅鎮守使に就任した。後に、広東軍第1師師長となっている。
1917年（民国6年）8月、北京政府の馮国璋から署理広東省省長となった。しかし同年9月、広州非常国会において籌餉督弁に選出され、10月、一時的に署理広東督軍を兼ねた。1918年（民国9月）9月、広州軍政府により各職から罷免されている。1923年（民国12年）、桂系（旧広西派）の沈鴻英の下で第5軍軍長をつとめたが、沈は孫文に叛逆して開平の戦いで敗北してしまう。その後、李耀漢率いる軍は沈の下を外れて流浪の軍勢となり、故郷の新興を中心に割拠した。
1943年（民国31年）、新興で死去。享年66。